# Szczepan Twardoch
Szczepan Lech Twardoch (Żernica, 1979. december 23. –) lengyel-sziléziai író. Olyan bestsellerek sorát írta, mint a Morfina (2012), a Drach (2014), Król (2016), Królestwo (2018) és a Pokora (2020).
A királyból (Król) tévésorozat készült, amelyet először a Canal+ csatornán sugároznak. Számos irodalmi díjat nyert, köztük a Brücke Berlin irodalmi és műfordítói díjat és a Le Prix du Livre Européen-díjat.

## Pályája
Twardoch a katowicei Sziléziai Egyetem bölcsészettudományi karán végzett szociológia szakon.
Független újságíróként Twardoch munkái különböző kiadványokban jelentek meg, többek között a Gazeta Wyborcza és a Rzeczpospolita című lapokban. A Christianitas című kéthavi folyóirat irodalmi rovatának szerkesztője volt, valamint a Polityka és a Wysokie Obcasy Extra rendszeres rovatvezetője.
Irodalmi pályafutását számos elismerés fémjelzi. Obłęd rotmistrza von Egern című novellája 2003-ban a Nautilus-díjra pályázott, és negyedik helyezést ért el. A Rondo-val 2006-ban a legjobb novelláért járó Nautilus-díjat nyerte el, 2008-ban pedig Epifania wikarego Trzaski című írása elnyerte a Jerzy Żuławski Irodalmi Díj ezüst fokozatát. Wieczny Grunwald című regénye 2011-ben megkapta a Józef Mackiewicz-díj kitüntetését. A következő évben Tak jest dobrze című gyűjteményéért a Gdynia Irodalmi Díjra jelölték. Morfina című regénye 2012-ben elnyerte a Polityka Paszport Polityki-díját, de a 2013-as Nike Irodalmi Díj döntőjébe is bekerült, és abban az évben további jelöléseket kapott.
2014-ben adta ki a Drach című könyvet, amely 2015-ben a Nike Irodalmi Díj jelöltjei közé került, 2016-ban pedig elnyerte a német Brücke Berlin irodalmi díjat. A Koscielski Alapítvány díját 2015-ben kapta meg. 2017 áprilisában az Onet.pl által szervezett „O!lśnienie 2016” szavazáson irodalom kategóriában elnyerte a fődíjat. Król című regényét jelölték a 2017-es Gdyniai Irodalmi Díjra. 2019-ben a Samuel Bogumil Linde-díjjal tüntették ki.
Említésre méltó Twardoch műveinek színházi és televíziós adaptációja, többek között a Monika Strzępka által rendezett Król 2018-as színpadi bemutatója, valamint a Canal+ számára 2019-ben készített A varsói király című sorozat, amelyben Twardoch cameo-szerepelt. További adaptációk közé tartozik a Drach, a Pokora és a Byk, Robert Talarczyk rendezésében.
2022 februárjában Kazimierz Kutz-díjjal tüntették ki, 2023 novemberében pedig Twardoch megkapta a Planet Lem-díjat a valóságról való innovatív gondolkodásáért, amelyet az egymillió eladott példányszámot meghaladó könyvek mellett ünnepeltek.
Szczepan Twardoch könyvei, amelyek között vannak papíralapú könyvek, e-könyvek és hangfájlok is, együttesen meghaladták az egymilliós eladást, a Król a legnépszerűbb regénye. Drach című művét sziléziai nyelvre is lefordították.
A felső-sziléziai Pilchowicében él.

## Publikációi

### Regények
- Sternberg, superNOWA, 2007
- Epifania wikarego Trzaski, Wydawnictwo Dolnośląskie, 2007
- Przemienienie, Wydawnictwo Dębogóra 2008
- Zimne wybrzeża, Wydawnictwo Dolnośląskie, 2009
- Wieczny Grunwald: powieść zza końca czasów, Narodowe Centrum Kultury 2010
- Morfina, Wydawnictwo Literackie 2012
- Drach, Wydawnictwo Literackie 2014
- Król, Wydawnictwo Literackie 2016
- Królestwo, Wydawnictwo Literackie 2018
- Pokora, Wydawnictwo Literackie 2020
- Chołod, Wydawnictwo Literackie 2022
- Powiedzmy, że Piontek, Wydawnictwo Literackie 2024
- Null, Wydawnictwo Marginesy 2025

### Novellagyűjtemények
- Obłęd rotmistrza von Egern, Fabryka Słów, 2005
- Prawem wilka, superNOWA 2008
- Tak jest dobrze, Powergraph 2011
- Ballada o pewnej panience, Wydawnictwo Literackie 2017

### Magyarul megjelent
- Morfium: Varsó 1939: nők, kábítószerek, árulás (Morfina) – Typotex, Budapest, 2015 · ISBN 9789632798479 · Fordította: Körner Gábor
- A király (Król) – Typotex, Budapest, 2018 · ISBN 9789632799971 · Fordította: Körner Gábor

## Fordítás
- Ez a szócikk részben vagy egészben  a   Szczepan Twardoch című angol Wikipédia-szócikk fordításán alapul.  Az eredeti cikk szerkesztőit annak laptörténete sorolja fel. Ez a jelzés csupán a megfogalmazás eredetét és a szerzői jogokat jelzi, nem szolgál a cikkben szereplő információk forrásmegjelöléseként.